# Carex funingensis
Carex funingensis là một loài thực vật có hoa trong họ Cói. Loài này được Tang & F.T.Wang ex S.Y.Liang mô tả khoa học đầu tiên năm 1998.